# N16 (Frankrijk)
De N16 of Route nationale 16 is een voormalige nationale weg in het noorden van Frankrijk. De weg liep van Pierrefitte-sur-Seine bij Parijs via Amiens naar Duinkerke en was 255 kilometer lang.

## Geschiedenis
In 1811 liet Napoleon Bonaparte de Route impériale 17 aanleggen van Parijs naar Duinkerke. In 1824 werd de latere N16 gecreëerd uit de oude route van de Route impériale 17. Deze weg liep van Pierrefitte-sur-Seine via Amiens naar Duinkerke en was 255 kilometer lang. 

### Declassificaties
Door de verbetering van parallelle nationale wegen als de N1 nam het belang van de N16 sterk af. Daarom werden grote delen van de weg in 1973 overgenomen door andere nationale wegen. Tussen Breteuil en Amiens werd het de N1 en tussen Amiens en Doullens de N25. De rest van het deel tussen Clermont en Duinkerke werd overgedragen aan de departementen. De delen hebben daardoor nummers van de departementale wegen. De overgedragen delen van de N16 kregen de volgende nummers:
- Oise: D916
- Somme: D916
- Pas-de-Calais: D916
- Noorderdepartement: D916

In 2006 werden ook de resterende 48 kilometer van de N16 overgedragen, waardoor de N16 ophield met bestaan. De overgedragen delen kregen de volgende nummers:
- Seine-Saint-Denis: RNIL 16
- Val-d'Oise: D316
- Oise: D1016

N1 · N2 · N3 · N4 · N5 · N6 · N7 · N9 · N10 · N11 · N12 · N13 · N14 · N15 · N17 · N19 · N19J · N20 · N21 · N22 · N24 · N25 · N27 · N28 · N31 · N33 · N34 · N36 · N37 · N41 · N42 · N43 · N44 · N47 · N49 · N51 · N52 · N57 · N58 · N59 · N61 · N61A · N65 · N66 · N67 · N70 · N77 · N79 · N80 · N82 · N83 · N85 · N86 · N87 · N88 · N89 · N90 · N94 · N98 · N100 · N102 · N104 · N105 · N106 · N109 · N112 · N113 · N116 · N118 · N118A · N118B · N122 · N123 · N124 · N125 · N126 · N129 · N134 · N135 · N136 · N137 · N138 · N141 · N142 · N145 · N147 · N149 · N150 · N151 · N154 · N157 · N158 · N159 · N162 · N164 · N165 · N166 · N171 · N174 · N175 · N176 · N182 · N184 · N186 · N186A · N186B · N188 · N191 · N192 · N201 · N202 · N205 · N209 · N216 · N221 · N224 · N225 · N227 · N230 · N237 · N244 · N248 · N249 · N250 · N254 · N265 · N274 · N282 · N296 · N301 · N303 · N306 · N314 · N315 · N316 · N320 · N324 · N330 · N337 · N338 · N346 · N353 · N356 · N363 · N385 · N388 · N401 · N406 · N410 · N416 · N425 · N431 · N440 · N441 · N444 · N446 · N449 · N481 · N486 · N488 · N489 · N520 · N524 · N532 · N537 · N542 · N543 · N568 · N569 · N572 · N580 · N814 · N844 · N1007 · N1012 · N1013 · N1014 · N1019 · N1021 · N1029 · N1031 · N1043 · N1050 · N1075 · N1083 · N1104 · N1113 · N1134 · N1135 · N1141 · N1154 · N1338 · N1547 · N1569 · N2028 · N2043 · N2057 · N2162 · N2249